# Tadeusz Lewandowski (1934–1996)
Tadeusz Marceli Lewandowski (ur. 16 kwietnia 1934 w Warszawie, zm. 30 grudnia 1996 tamże) – polski robotnik i działacz polityczny, poseł na Sejm PRL IX kadencji.

## Życiorys
Od 1952 pracował w Zakładach Radiowych im. Marcina Kasprzaka w Warszawie (do 1971 jako tokarz, a następnie, po ukończeniu technikum dla pracujących, na stanowisku ustawiacza automatów tokarskich i brygadzisty, był też wiceprzewodniczącym Zakładowej Komisji Rewizyjnej). Działał w Związku Młodzieży Polskiej i w Związku Zawodowym Metalowców. W 1963 wstąpił do Polskiej Zjednoczonej Partii Robotniczej, gdzie był członkiem egzekutywy i II sekretarzem OOP. W 1985 uzyskał mandat posła na Sejm PRL IX kadencji z w okręgu Warszawa Wola z puli, zasiadając w Komisji Przemysłu oraz w Komisji Polityki Społecznej, Zdrowia i Kultury Fizycznej. 
Pochowany na cmentarzu Komunalnym Północnym w Warszawie.

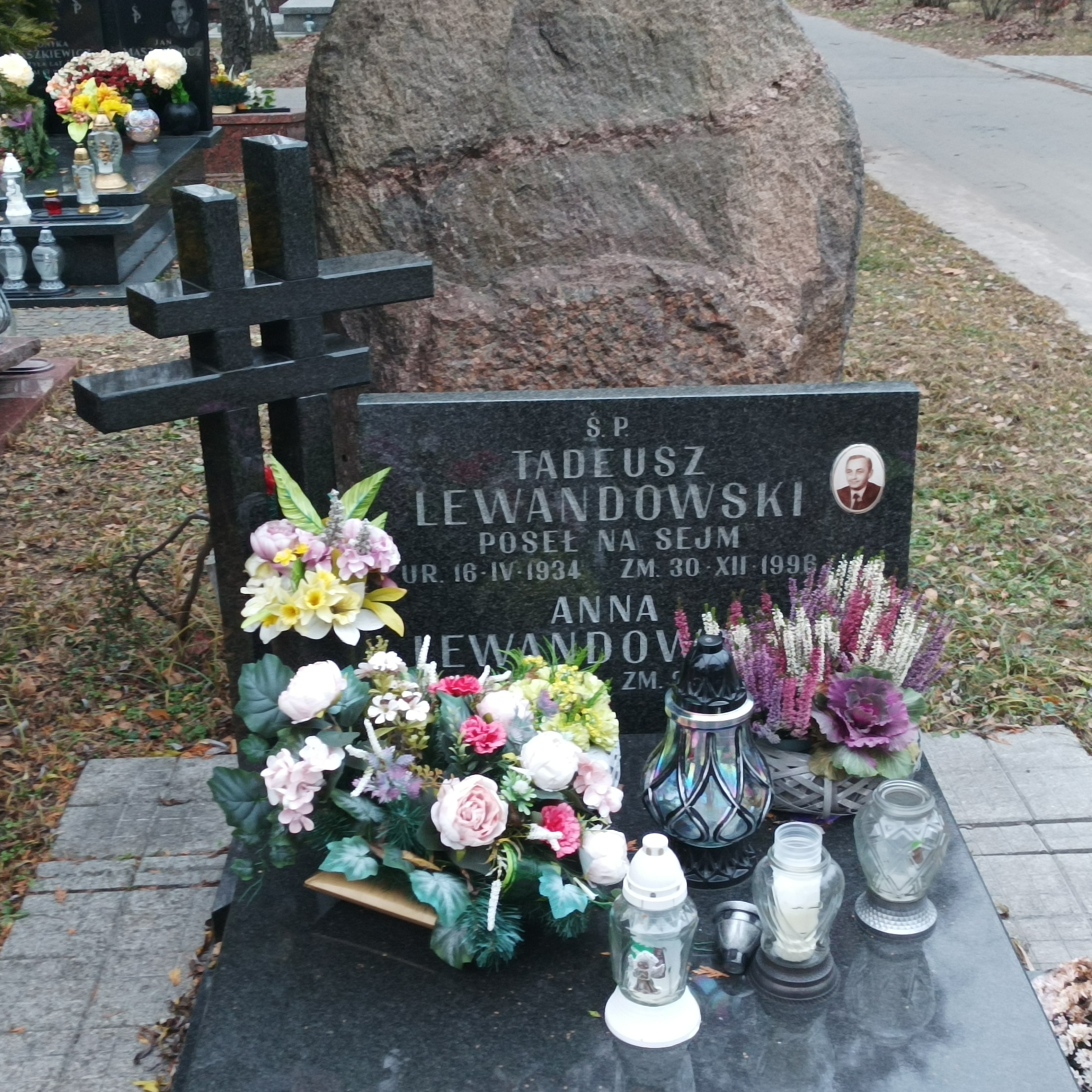
Grób Tadeusza Lewandowskiego na Cmentarzu Komunalnym Północnym w Warszawie

## Odznaczenia
Odznaczony Złotym Krzyżem Zasługi, Krzyżem Kawalerskim Orderu Odrodzenia Polski, Medalem 40-lecia Polski Ludowej, a także Złotą Odznaką Honorową „Za Zasługi dla Warszawy”, Złotą Odznaką „Za Zasługi dla Przemysłu Maszynowego” oraz Srebrną i Brązową Odznaką Przodownika Pracy Socjalistycznej.